# Saint-Georges-Motel
Saint-Georges-Motel è un comune francese di 976 abitanti situato nel dipartimento dell'Eure nella regione della Normandia.

## Società

### Evoluzione demografica
Abitanti censiti